# Scipione Tecchi

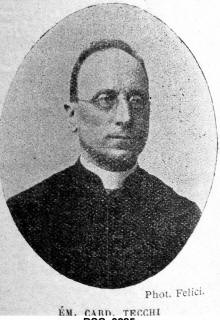
Kardinaal Scipione Tecchi

Scipione Tecchi (Rome, 27 juni 1854 - aldaar, 7 februari 1915) was een Italiaans geestelijke en kardinaal van de Rooms-Katholieke Kerk.
Tecchi bezocht het Pauselijk Romeins Seminarie, waar hij promoveerde in de theologie, de wijsbegeerte en het canoniek recht. Hij werd op 23 december 1876 priester gewijd. Hij werkte tussen 1876 en 1908 in Rome, lange tijd als pastoor van de Santa Maria della Pace. Hij vervulde daarnaast verschillende functies binnen de Romeinse Curie. Zo was hij subsituut secretaris van de commissio pro eligendis episcopis (een commissie die bisschopsbenoemingen voorbereidde), en scriptor bij de Apostolische Penitentiarie. Ook werkte hij als gecommitteerde bij examens van het seminarie in het suburbicair bisdom Porto-Santa Rufina. In 1880 benoemde paus Leo XIII Tecchi tot kamerheer in buitengewone dienst. In 1899 werd hij kanunnik van het kapittel van de Sint-Jan van Lateranen. In 1901 benoemde Leo XIII hem tot huisprelaat en tot apostolisch protonotaris supranumerarii.
In 1904 werd hij raadsadviseur bij de Congregatie voor de Riten, assessor van de Congregatie voor het Concilie en secretaris van het College van Kardinalen. Paus Pius X creëerde hem kardinaal tijdens het consistorie van 25 mei 1914. De Santa Maria in Domnica werd zijn titeldiakonie. Hij werd nu ook prefect van de Congregatie van de Riten. Dit zou hij blijven tot zijn dood. Kardinaal Tecchi nam deel aan het conclaaf van 1914 dat leidde tot de verkiezing van paus Benedictus XV.
Hij overleed in 1915 en werd begraven op Campo Verano.
- Gemeinsame Normdatei: 1255665238
- International Standard Name Identifier: 0000 0003 7689 9377
- Istituto Centrale per il Catalogo Unico: UBOV066866
- Virtual International Authority File: 254416554